# Cảnh Nhạn Sinh
Cảnh Nhạn Sinh (tiếng Trung: 耿雁生; bính âm: Gěng Yànshēng), là chiến sĩ quân Giải phóng Nhân dân Trung Quốc, ông mang quân hàm đại tá và hiện là Cục trưởng cục thông tin và phát ngôn viên của Bộ Quốc phòng Trung Quốc.

## Tiểu sử
Cảnh Nhạn Sinh sinh năm 1960, là người Sơn Tây và lớn lên trong một gia đình quân đội.
- Năm 1987, khi mới 17 tuổi, ông tham gia quân Giải phóng Nhân dân Trung Quốc và công tác tại quân khu Lan Châu.
- Năm 1979, ông được cử đến học tập tại Học viện Kỹ thuật Truyền thông Giải phóng quân Nam Kinh.
- Năm 1983, ông công tác tại Bộ Chính trị Bộ Tổng Tham mưu
- Năm 1992, ông công tác tại Tổng đội Công trình và Bảo trì Bộ Tổng Tham mưu
- Năm 1994, ông công tác tại ban Ngoại vụ của Bộ Quốc phòng, đảm nhận các vai trò chiến sĩ, học viên, cán sự, chỉ dẫn viên, bí thư, phó cục trưởng.
- Tháng 4 năm 2010, ông được bổ nhiệm làm cục trưởng cục thông tin và phát ngôn viên của Bộ Quốc phòng, cấp bậc Đại tá.

Ông đã kết hôn và có một con trai.